# Osiedle Nysa (Kłodzko)

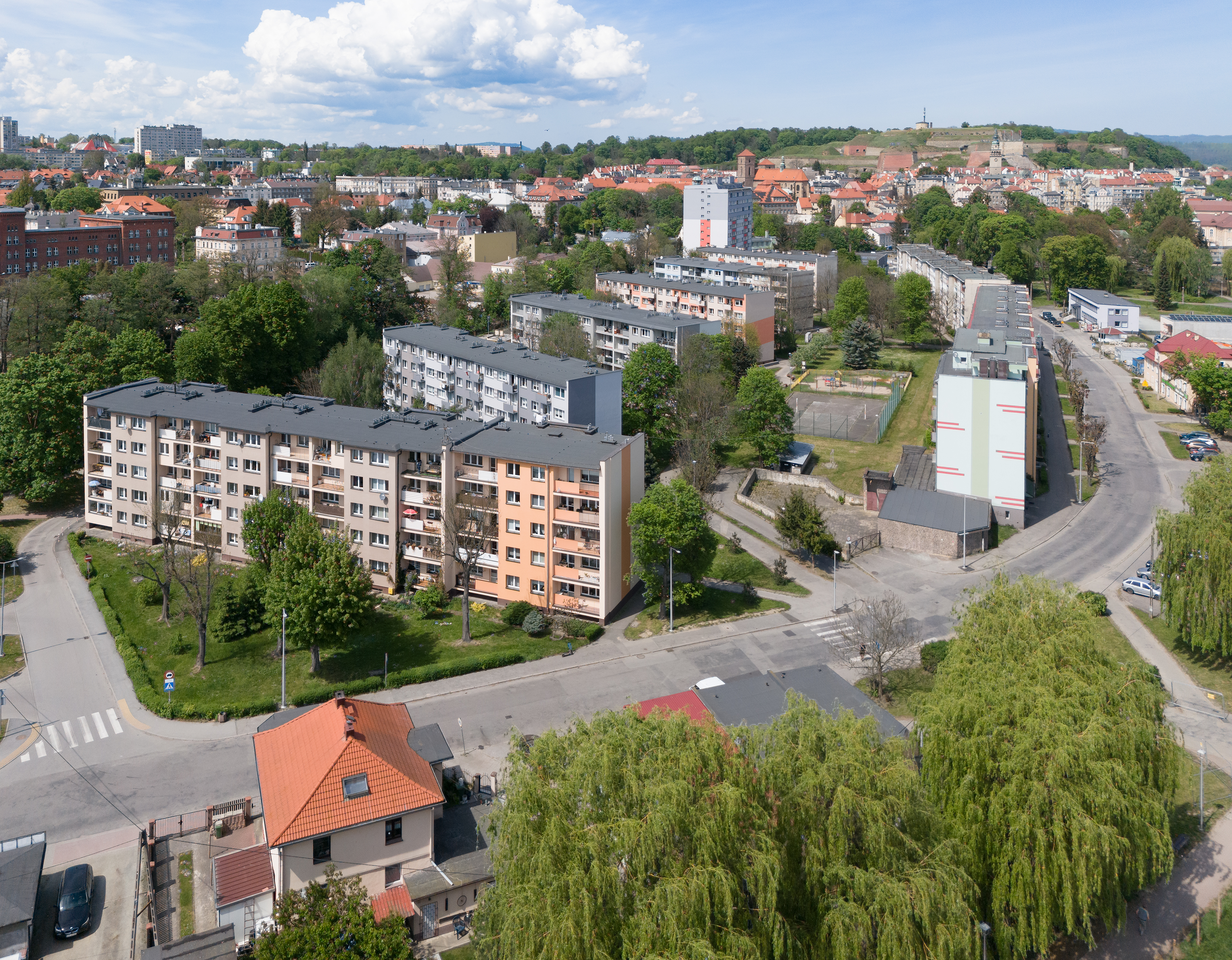
Widok od południowego wschodu

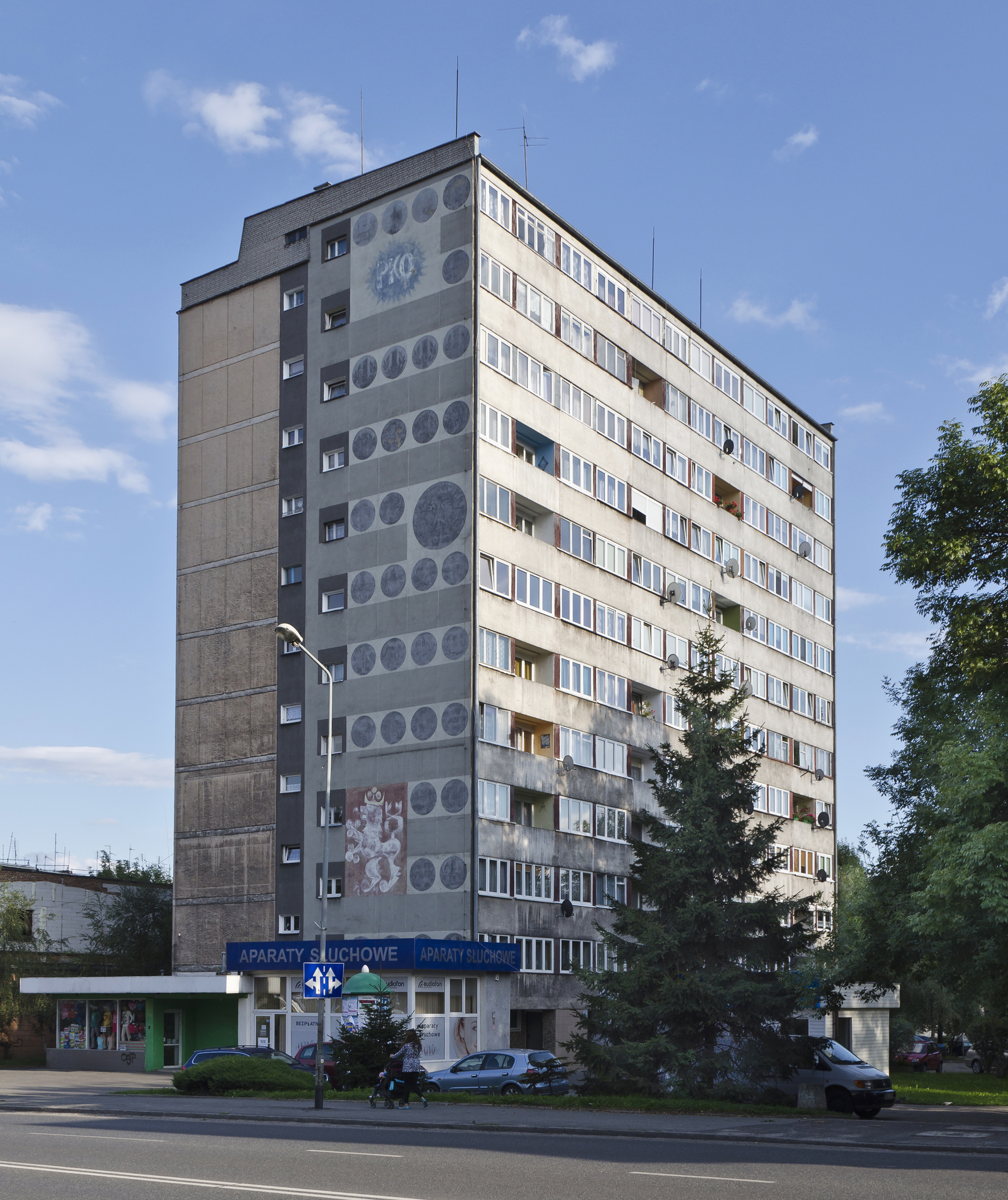
Pierwszy wieżowiec w Kłodzku powstały w l. 60 XX wieku na terenie osiedla

Osiedle Nysa (zwane inaczej Osiedlem Nyskim) – osiedle mieszkaniowe w Kłodzku, położone w centralnej części miasta, na Wyspie Piasek, która pomiędzy korytem Nysy Kłodzkiej a kanałem Młynówka. Powstało jako pierwsze osiedle mieszkaniowe w mieście po zakończeniu II wojny światowej. Zamieszkuje je ponad 2 tys. mieszkańców.

## Geografia

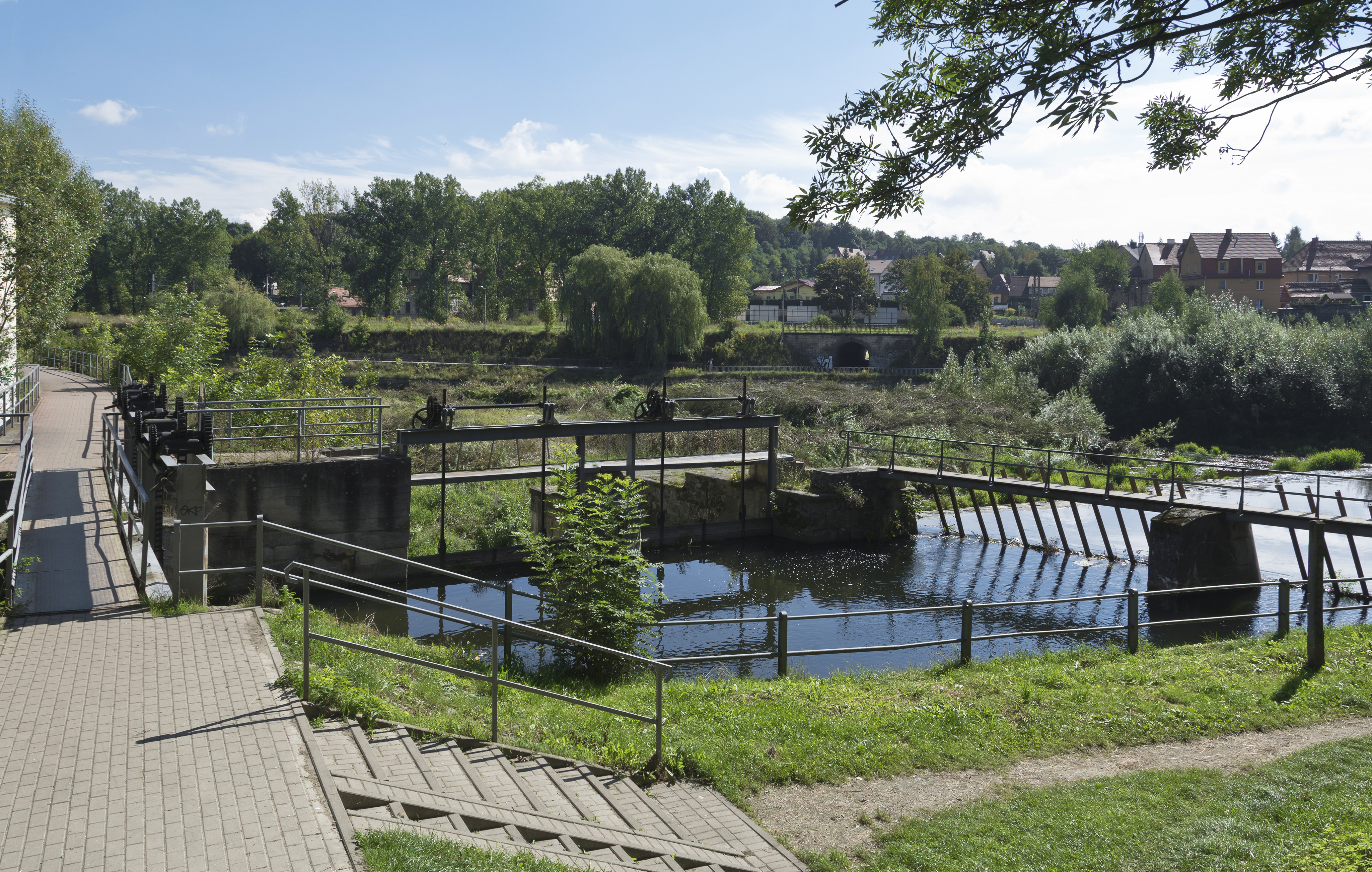
Jaz na Nysie Kłodzkiej, przy którym swój początek bierze Młynówka

### Położenie geograficzne
Osiedle Nysa położone jest w centralnej części Kłodzka, w południowej części Wyspy Piasek. Graniczy na zachodzie za Młynówką ze Śródmieściem (dawne Przedmieście Zielone), na północy z Przedmieściem Piasek, na wschodzie za Nysą Kłodzką z Przedmieściem Wygon, a na południu również za rzeką z osiedlem Krzyżna Góra. Od centrum miasta oddalone jest o ok. 0,4 km.

### Warunki naturalne

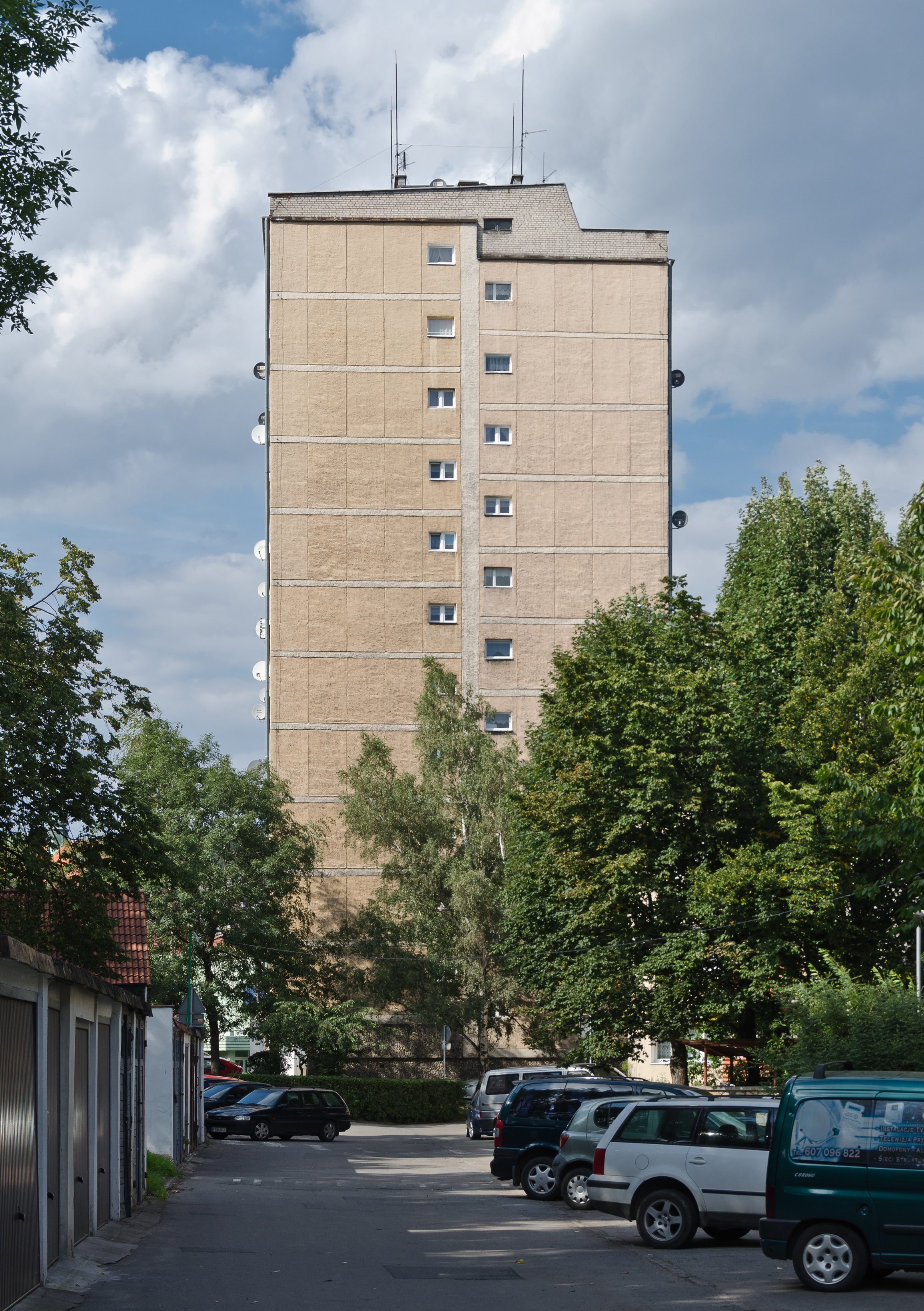
Ten sam wieżowiec od południa

Osiedle położone jest na wysokości 289–294 m n.p.m. Największe wzniesienia znajdują się w zachodniej części osiedla, zaś jego wysokość hipsometryczna stopniowo opada w kierunku wschodnim ku rzece Nysie Kłodzkiej. We wschodniej części osiedla znajduje się Park Przyjaźni, a za nim wał przeciwpowodziowy, którego grzbiet stanowi promenadę miejską. Jedynie zachodni obszar osiedla stanowi teren zabudowany.

## Historia

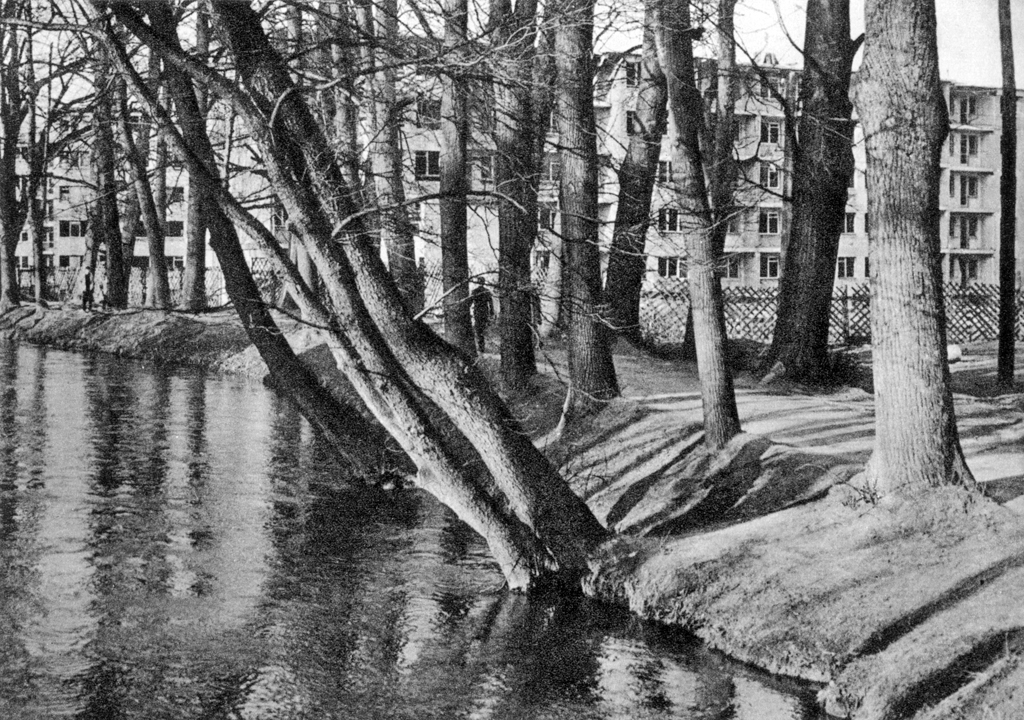
Widok na kanał Młynówki, w tle budowa osiedla

Teren, na którym stoi dzisiejsze osiedle, od dawnych czasów był zarośnięty przez las. Sytuacja ta uległa zmianie w epoce średniowiecza, kiedy to około 1250 roku do Kłodzka został sprowadzony zakon franciszkanów przez księcia wrocławskiego Władysława Piastowicza. Otrzymali oni w posiadanie Wyspę Piasek. Tym samym rozpoczęli oni proces zagospodarowywania tego terenu zgodnie z potrzebami gospodarki klasztornej, m.in. stopniowo wykarczowywano las, zakładano sady, co zajęło zakonnikom kilka kolejnych stuleci i przerywane było wojnami oraz okresami niepokojów.
W okresie nowożytnym wraz z rozwojem kłodzkich przedmieść w rejonie dzisiejszej ulicy Malczewskiego zaczęły powstawać pierwsze domy mieszkalne, które stały wobec siebie jak należy przypuszczać w znacznym rozproszeniu i często ulegały zniszczeniom podczas wojen, m.in. podczas wojny trzydziestoletniej (1630-1648) czy wojen śląskich (1740-1763).
Wraz z wprowadzeniem w 1808 roku w Prusach ustawy o miastach obszar Wyspy Piaskowej znalazł się w granicach miasta, jednak mimo tego wciąż obowiązywały ograniczenia budowlane, co związane było z tym, iż Kłodzko posiadało status miasta-twierdzy. W 1810 roku dokonano sekularyzacji dóbr klasztornych, w wyniku których dobra franciszkanów zostały przejęte przez państwo. Południowa część Piasku znalazła się w rekach wojska. W 1877 roku władze państwowe ostatecznie zniosły status miasta-twierdzy w Kłodzku i tym samym wyraziły zgodę na swobodną zabudowę dawnych przedmieść. W latach 1883–1886 na sąsiednim brzegu Młynówki zbudowano nowe koszary dla 38 Regimentu im. Feldmarszałka von Moltke, co miało znaczące znaczenie dla południowej części Wyspy Piaskowej, ponieważ w jej południowej części urządzono tzw. „Holzplan”, czyli plac ćwiczeniowy dla żołnierzy. Korzystali z niego również strażacy, którzy posiadali tu swoją wieżę ćwiczebną. We wschodniej części znajdował się Zajazd „Złota Gwiazda” (niem. Goldener Stern) z restauracją Schützenhaus. W tym samym czasie w południowej części wyspy powstał kolejny młyn nad wodospadem. Pod koniec XIX wieku wraz z burzeniem bram i murów obronnych zaczęto zakładać nowe skwery i zieleńce. Tak samo było w przypadku południowej części Piasku, gdzie założono promenadę miejską. Z kolei w północnej części dzisiejszego osiedla w 1882 roku oddano do użytku targowisko na którym sprzedawano głównie bydło (niem. Viehmarkt).
Po przejęciu Kłodzka przez władze polskie w 1945 roku teren dawnego „Holzplanu” włączono w skład pobliskiego parku, któremu nadano nazwę Parku Przyjaźni. W 1951 roku w miejscu dawnego placu ćwiczeniowego czynem społecznym pracowników kolei zbudowano stadion sportowy, w którym swoje mecze rozgrywała drużyna ZKS „Spójnia”. Przełomem w dziejach tej części miasta okazały się być lata 60. XX wieku, kiedy to podjęto decyzję o budowie w tym rejonie nowego osiedla mieszkaniowego, składającego się z kilku bloków z wielkiej płyty, klatkowca wzdłuż ulicy Malczewskiego oraz wieżowca przy al. Dunikowskiego i pawilonu handlowego z restauracją „Kłodzka Róża” przy ul. Kościuszki. Jego budowa rozpoczęła się w 1965 roku, a zakończyła zasadniczo w 1969 roku. Osiedle znacząco ucierpiało podczas powodzi tysiąclecia, jaka miała miejsce w nocy z 7 na 8 lipca 1997 roku na ziemi kłodzkiej. W jej wyniku woda przerwała wał przeciwpowodziowy w okolicach mostu dla pieszych koło jazu zalewając całe osiedle. Poza tym zniszczeniu uległa kładka dla pieszych na Nysie Kłodzkiej, łącząca osiedle z prawobrzeżną częścią miasta, która została odbudowana rok później.

### Nazewnictwo
Osiedle otrzymało swoją nazwę od głównej rzeki przepływającej przez Kłodzko – Nysy Kłodzkiej, która w samym mieście rozdziela się, tworząc właściwą rzekę płynącą na wschodzie i kanał Młynówkę, które jeszcze w centrum ponownie się ze sobą łączą. Pomiędzy nimi znajduje się Wyspa Piasek, na terenie której wzniesiono współczesne osiedle mieszkaniowe w południowej jej części.

## Administracja

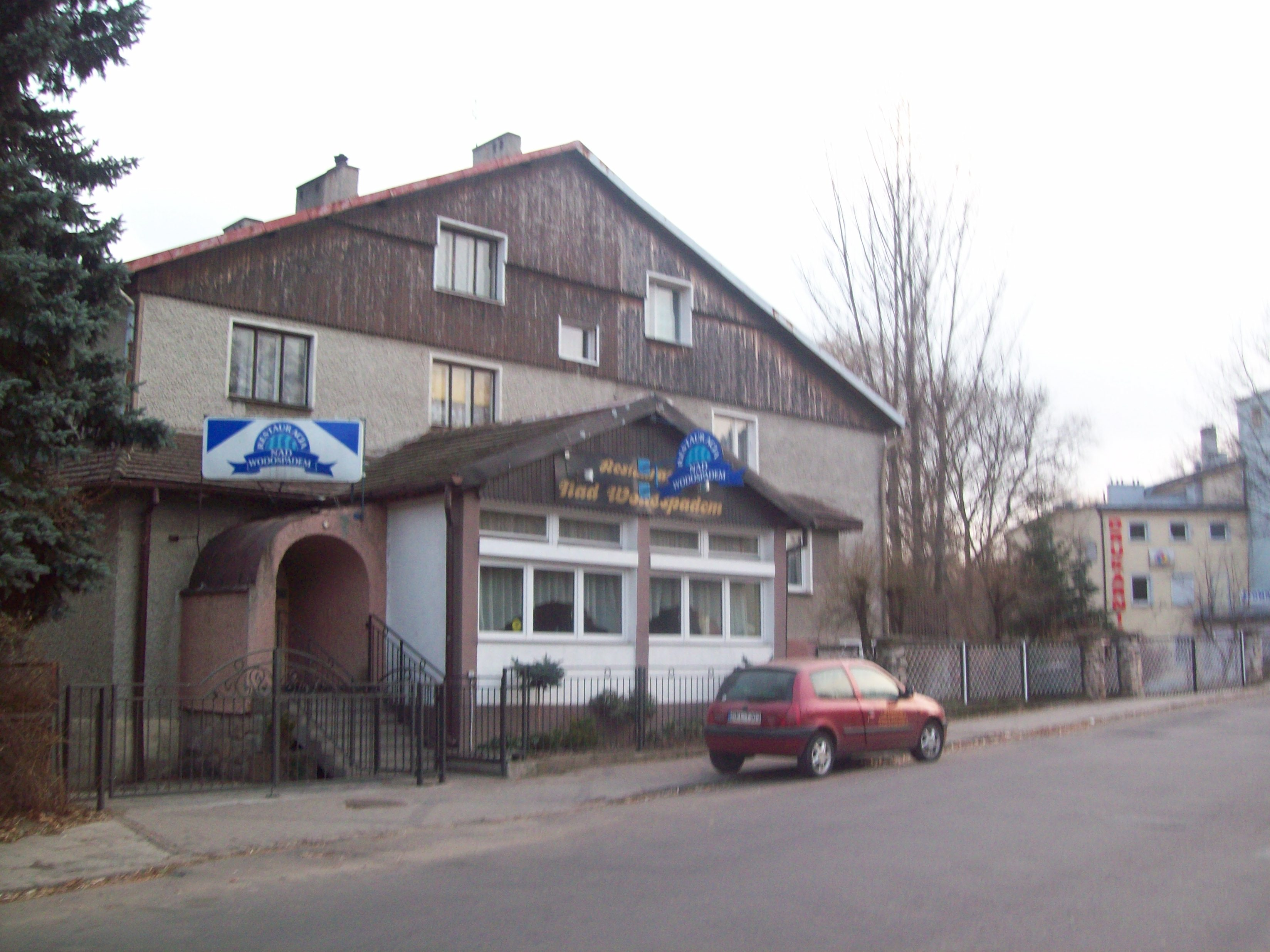
Restauracja „Pod Wodospadem” w pobliży promenady miejskiej

Obszar obecnego osiedla od zawsze dzielił losy polityczno-administracyjne z Kłodzkiem, zostając do niego oficjalnie włączony na początku XIX wieku. Po zakończeniu II wojny światowej znalazł się w granicach Polski. Wszedł jako część Kłodzka w skład województwa wrocławskiego, powiatu kłodzkiego. Z kolei po zmianach w administracji terenowej w latach 70. XX wieku wszedł w skład województwa wałbrzyskiego. W 1999 roku ponownie reaktywowano powiat kłodzki, który wszedł w skład województwa dolnośląskiego.
Na terenie Kłodzka nie występują pomocnicze jednostki administracyjne, takie jak: osiedla, czy dzielnice, dlatego też o większości spraw decyduje samorząd miejski, którego siedziba znajduje się na pl. Bolesława Chrobrego, na Starym Mieście. Mieszkańcy wybierają do Rady Miasta pięciu radnych co 5 lat (do 2018 roku co 4 lata), tworząc okręg wyborczy nr 3.

## Edukacja i kultura
Dzieci w wieku 7–15 lat pobierają naukę w Szkole Podstawowej nr 1 im. Adama Mickiewicza, mieszczącej przy ul. Zawiszy Czarnego 3-5. Po jej ukończeniu młodzież w zdecydowanej większości kształci się dalej w szkołach średnich położonych w centrum miasta.

## Religia
Większość mieszkańców osiedla stanowią wyznawcy Kościoła rzymskokatolickiego. Osiedle wchodzi w skład katolickiej parafii Matki Bożej Różańcowej, prowadzonej przez franciszkanów, powstałej w 1972 roku z wydzielenia z parafii Wniebowzięcia Najświętszej Maryi Panny. Franciszkańska parafia obejmuje swoim zasięgiem Wyspę Piasek oraz zdecydowaną większość wschodniej części miasta oraz Jaszkówkę. Jej siedziba znajduje się w północnej części wyspy. Obecnie funkcję proboszcza sprawuje ks. Emilian Piotr Gołąbek, OFM. Parafia ta wchodzi w skład diecezji świdnickiej i dekanatu kłodzkiego.

## Architektura i urbanistyka

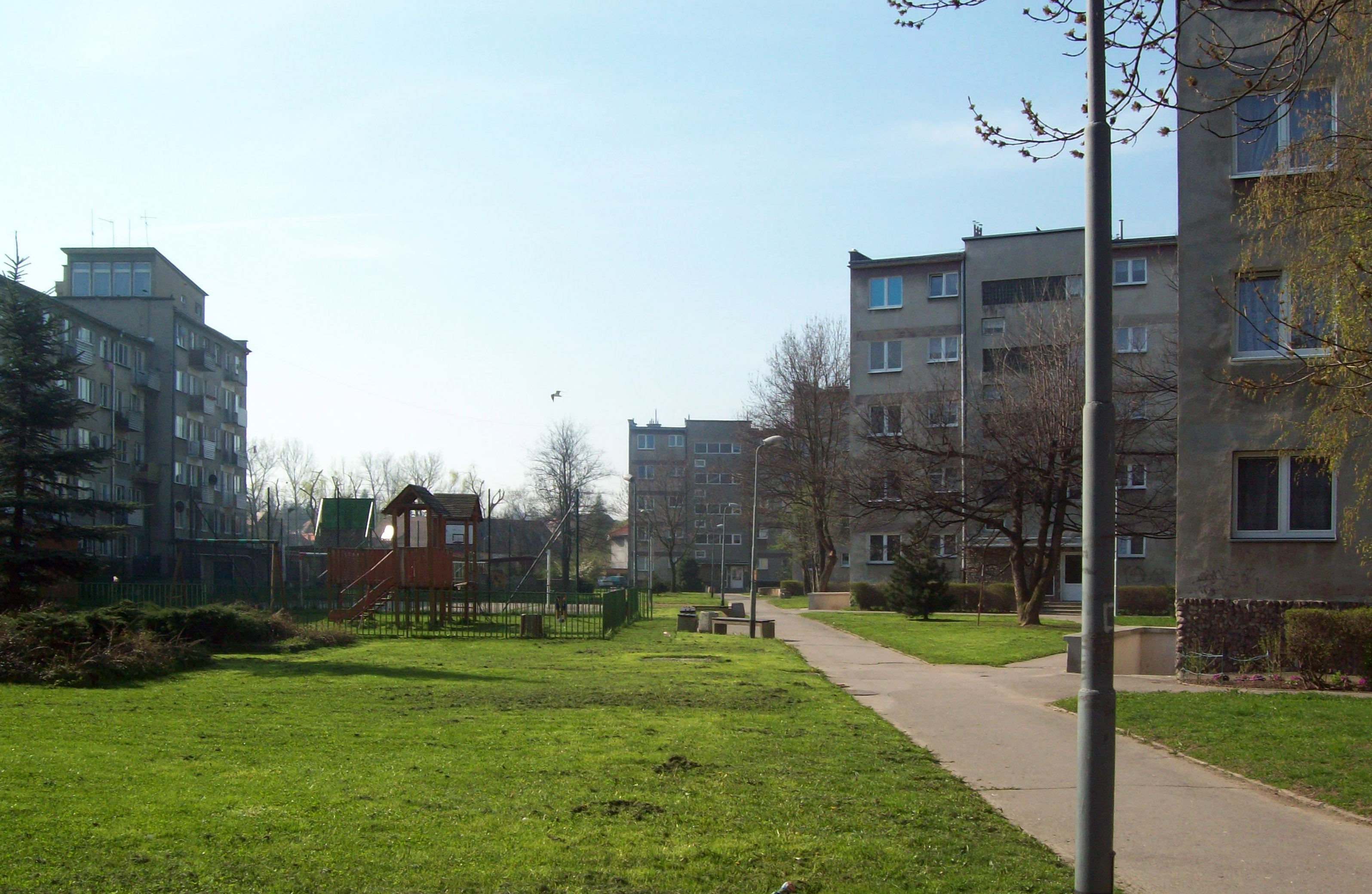
Plac zabaw i centralna część osiedla Nysa

Osiedla Nysa jest przykładem typowego osiedla miejskiego powstałego w czasach Polskiej Rzeczypospolitej Ludowej. Dominują na nim wielkopłytowe bloki mieszkalne, liczące pięć kondygnacji. Przy ulicy Malczewskiego znajdują się dwa klatkowce, liczące od sześciu do siedmiu klatek. Zamykają one od wschodu układ urbanistyczny osiedla, w którego wewnątrz znajduje się pięć bloków o trzech klatkach i jeden na południu, mający cztery klatki. W zachodniej części zespołu przy alei Dunikowskiego wybudowano garaże samochodowe, a nad nimi bulwar nad Młynówką. Dominującymi elementami na osiedlu jest punktowiec liczący jedenaście kondygnacji przy alei Dunikowskiego, a także położony w jego pobliżu pawilon handlowy. Granice osiedla na zachodzie, południu oraz wschodzie wyznaczają bariery naturalne, takie jak: Nysa Kłodzka i Młynówka, zaś od południa stanowi ją skrzyżowanie ulicy Kościuszki z ulicami: Daszyńskiego i Malczewskiego.
W skład osiedla wchodzą 2 ulice:
- ul. Xawerego Dunikowskiego
- ul. Jacka Malczewskiego

## Rekreacja

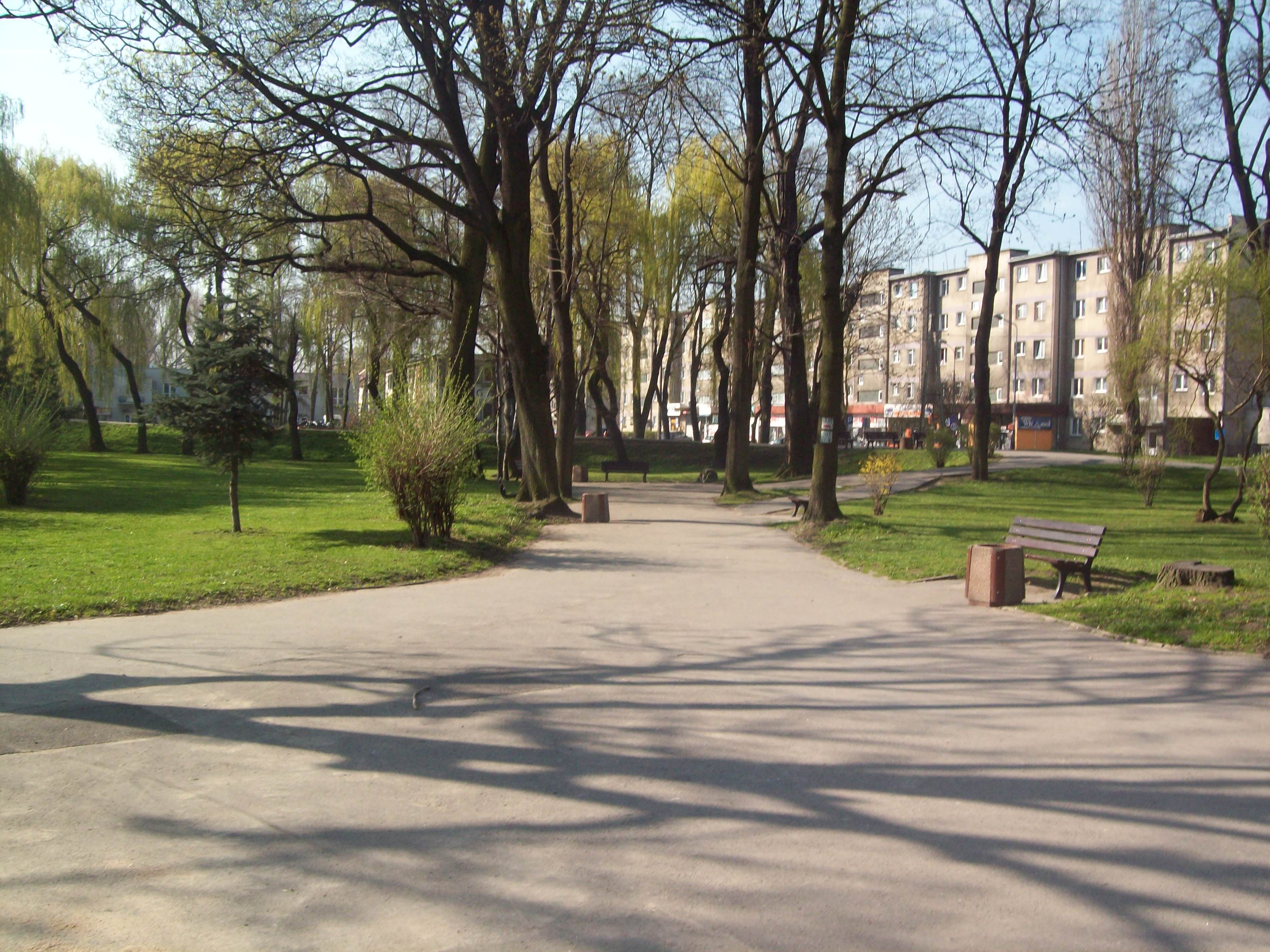
Park Przyjaźni na osiedlu Nysa w Kłodzku

Osiedle Nysa posiada bardzo wiele terenów zielonych. Znaczącą jego część zajmuje Park Przyjaźni, położony w jego wschodniej części. Został on założony w trzeciej ćwierci XIX wieku wraz z rozbiórką murów i bram miejskich oraz rozbudową miasta w kierunku południowym. Do zakończenia II wojny światowej nosił on nazwę Staedtlische Promenade. Po przejęciu Kłodzka przez Polaków w 1945 roku został on przemianowany na Park Zwycięstwa, a następnie na Park Przyjaźni.
Wewnątrz osiedla znajdują się liczne zieleńce oraz miejsca rekreacji dla dzieci i młodzieży w postaci boisk sportowych i placu zabaw oraz liczne ławki.

## Gospodarka
Osiedle Nysa posiada w dostatecznie rozwiniętą własną infrastrukturę handlową, na co wpływ ma położenie w centralnej części miasta w pobliżu osiedli, w których zlokalizowane są większe markety. Działa tu kilka prywatnych sklepów osiedlowych o charakterze spożywczo-monopolowym. Ponadto znajdują się tutaj dwa puby, bar „Promenada Smaków” oraz restauracja („Bizancjum”), która posiada również pokoje gościnne. W południowej części osiedla znajduje się drukarnia Perfekta założona w 1992 roku.

## Infrastruktura

### Transport

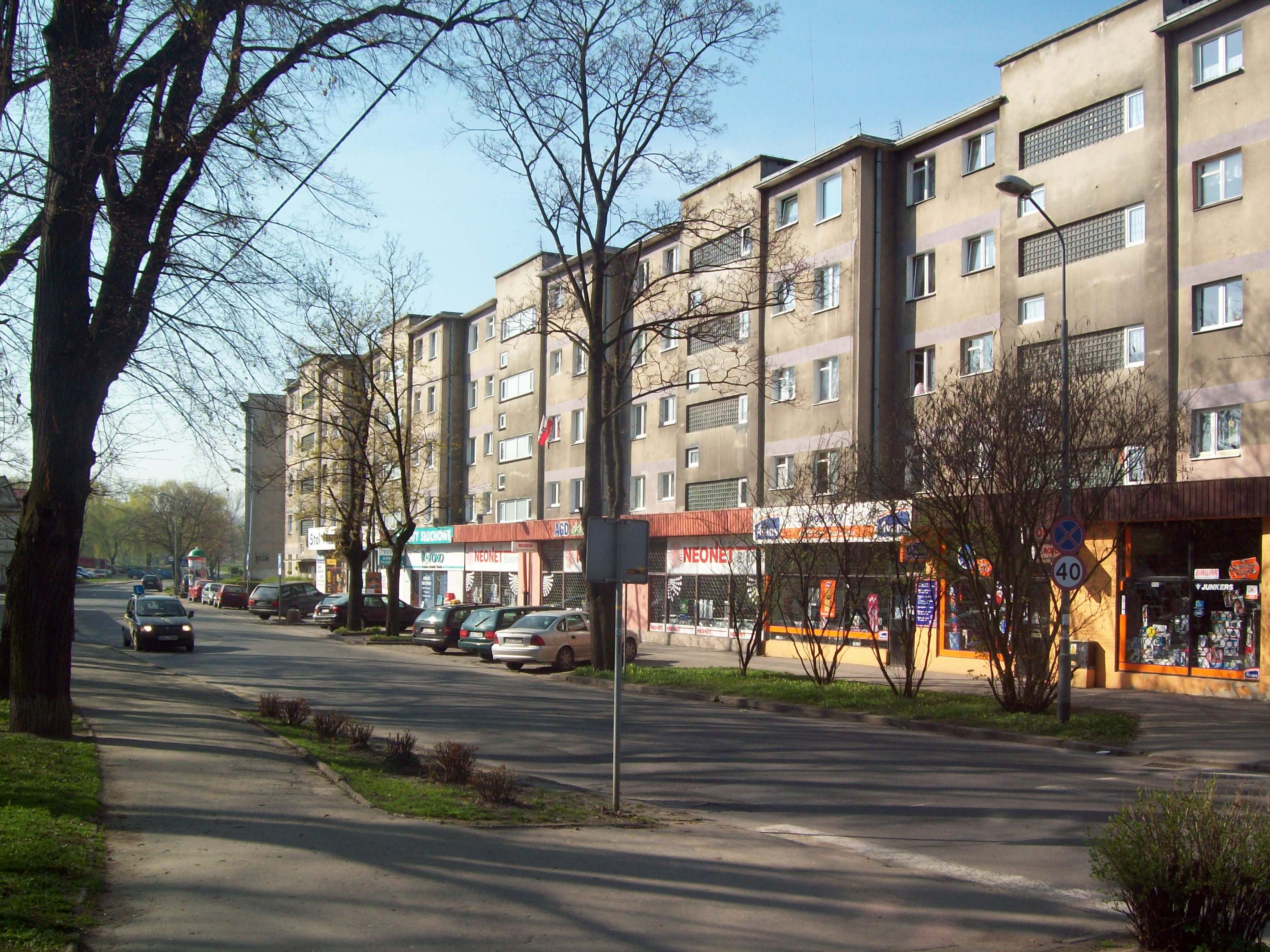
Ulica Malczewskiego, główna ulica osiedla Nysa

Przez osiedle nyskie przechodzi wyłącznie kilka dróg, mających charakter lokalny. Najważniejszą z nich jest odcinek ulicy Kościuszki na północy osiedla, który administrowany jest przez władze powiatowe i stanowi ważną arterię, stanowiącą główną trasę z zachodu na wschód miasta (trasa W-Z). Drugą co ważności drogę stanowi ul. Malczewskiego, administrowana przez władze miejskie. Stanowi ona alternatywę dla trasy W-Z i podczas jej zablokowania stanowi częściowo jej objazd, np. podczas procesji Bożego Ciała na wiosnę. Trzecia z ulic – al. Dunikowskiego ma wyłącznie charakter wewnętrznej drogi osiedlowej.

### Komunikacja
Na terenie osiedla znajdował się jeden przystanek autobusowy firmy A-Vista: Malczewskiego, od kilkunastu lat nieużytkowany. Odjeżdżały z niego busy w kierunku szpitala na Jurandów oraz w kierunku ul. Zajęczej na Leszczynach.

### Bezpieczeństwo
W zakresie ochrony przeciwpożarowej oraz innych miejscowych zagrożeń – osiedle Nysa podlega rejonowi działania Komendy Powiatowej Straży Pożarnej oraz Komendy Powiatowej Policji w Kłodzku. Funkcję dzielnicowego pełni sierż. sztab. Justyna Matusiak z III Rejonu Służbowego. Z ramienia kłodzkiej straży miejskiej III Rejon Służbowy obsługuje st. insp. Krzysztof Wajda.